# Apple Invitations
Apple Invitations est une application développée par Apple. Elle est officiellement annoncée  le 4 février 2025.

## Histoire
Une première référence à cette application a été découverte dans le code de la version bêta d’iOS 18.3. Cette information a été confirmée par le journaliste de Bloomberg, Mark Gurman, le 2 février 2025, dans un article où il évoque une application récemment testée en interne sous le nom de code « Confetti ».
L’application est officiellement déployée par Apple le 4 février 2025,. L'application est disponible sur iOS et iPadOS, bien que n'étant pas adaptée à la taille de l'écran de l’iPad.
Le nom « officiel » de l’application n’est toujours pas clair entre « Apple Invitation » (appelée ainsi en son sein) et « Invitation Apple » (appelée ainsi sur le communiqué de presse et sur l’App Store).

## Fonctionnalités
L'application est disponible sur iPhone (sous iOS 18 minimum) mais nécessite un abonnement à iCloud+ pour créer des évènements. Elle permet d’envoyer des invitations personnalisées à ses contacts ou via un simple lien.
Avec cette application, il est possible de définir tous les détails d’un événement, comme son nom, sa description, la date, l’heure et le lieu. L’interface offre aussi quelques options de personnalisation, notamment la possibilité d’ajouter une image en arrière-plan (compatible avec la génération d'image d'Apple Intelligence pour les appareils compatibles). Une fois l’invitation créée, elle peut être partagée par message, par e-mail ou via un lien direct. Les invités peuvent ensuite répondre facilement, et l’organisateur a accès à une vue d’ensemble des confirmations de présence.
Apple Invitations s’intègre aux autres services d’Apple. Notamment au lieu de l’événement peut être affiché directement dans Plans, et les prévisions météo du jour concerné sont accessibles depuis l’application. Il est également possible, pour les abonnés à Apple Music d’ajouter une playlist collaborative, permettant aux invités de contribuer à la sélection musicale. En parallèle, un album photo partagé peut être associé à l’événement, afin que les participants puissent ajouter et consulter des photos prises pendant la rencontre.